# 안드리아 벤드왈드
안드레이아 벤더월드(Andrea Bendewald, 영어 발음: /ɑːnˈdreɪə/, 1970년 3월 4일 ~ )는 미국의 배우이다.
뉴욕에서 태어났다.

## 출연 작품

### 영화
- 웨딩 소나타 (1997)
- 임프로리 오브 더 먼쓰 (2004, Employee of the Month) - 웬디 역
- 스틱 잇 (2006)

### 텔레비전
- 프렌즈 (2001)